# Scipio Africanus
Publius Cornelius Scipio Africanus Major (236/235 f.Kr. – ca. 183 f.Kr.), ofte blot omtalt Scipio eller Scipio Africanus, var en romersk politiker og general, som er mest kendt for sit lederskab og bedrifter under den anden puniske krig. Han betragtes ofte som en af de største militære hærchefer og strateger gennem tiderne, hvor hans største militære præstation var hans sejr over den legendariske kartagiske hærføre Hannibal i forbindelse med Slaget ved Zama i 202 f.Kr. Denne sejr i Afrika gav ham æresbenævnelse og tilnavnet (et såkaldt agnomen) Africanus, der bogstaveligt talt betyder "afrikaneren", men menes at blive forstået som én erobrer af Afrika. 
Forinden sine erobringer i Afrika, havde Scipio erobret det karthagiske Iberia (nutidens Spanien), der var kulmineret med Slaget ved Ilipa i 206 f.Kr., hvor Scipio havde besejret Hannibals bror Mago Barkas. Selvom Scipio blev betragtet som en helt af det romerske folk – primært som følge af sine sejre mod Karthago – havde han mange modstandere, særligt Cato den Ældre, som hadede ham inderligt. I 187 f.Kr. blev han stillet for retten i en skueproces sammen med sin bror for bestikkelse, som de angiveligt havde modtoget fra den seleukide konge Antiochos III under den romersk-seleukidiske krig. Desillusioneret af sine jævnaldrendes utaknemmelighed valgte Scipio at forlade Rom og trække sig tilbage fra det offentlige liv, for i stedet at bosætte sig i sin villa i Liternum (nær nutidens Napoli).
Scipio Africanus' sejr over Hannibal har cementeret hans plads blandt de største militær ledere i antikken, og han regnes ofte som en af de største romerske generaler sammen med Julius Cæsar.

## Tidlige år

### Familie
Scipio Africanus blev født som Publius Cornelius Scipio i 236 f.Kr. Hans far bar samme navn (Publius Cornelius Scipio) mens hans mor hed Pomponia, og var del af en af de største og mest legendariske patriciske slægter, Cornelii Scipiones (se også Scipio-familien). Denne slægt havde besiddet adskillige prestigefyldte embeder, herunder konsul-embede: hans oldefar Lucius Cornelius Scipio Barbatus og bedstefar Lucius Cornelius Scipio havde begge været både konsuler og censorer. Hans far havde desuden været konsul i 218 f.Kr., hans onkel ligeledes havde været konsul i 222 f.Kr., mens hans mors brødre – Manius Pomponius Matho og Marcus Pomponius Matho – også begge havde været konsuler i henholdsvis 233 og 231 f.Kr..
Tidlig militærtjeneste
Den Anden Puniske Krig brød ud i foråret 218 f.Kr., efter det romerske ultimatum til Karthago – der krævede, at Hannibal skulle trække sig tilbage fra Saguntum på den Iberiske Halvø – blev afvist. Scipios far var konsul dette år,´og den yngre Scipio sluttede sig til ham i hans kampagn for at stoppe Hannibals march mod Italien. I et mindre kavaleri-slag mellem Scipios far og Hannibal ved floden Ticinus nær det moderne Pavia hævder Polybius, at sønnen reddede sin fars liv, efter at faderen blev omringet af fjendens ryttere. Andre kilder krediterer dog en unavngiven ligurisk slave.
To år senere, i 216 f.Kr., tjente Scipio som militærtribun. Han overlevede det katastrofale slag ved Cannae – hans svigerfar, konsul Lucius Aemilius Paullus, blev dræbt der – og efter slaget samlede han overlevende i Canusium. Da Scipio hørte, at Lucius Caecilius Metellus og andre unge adelige diskuterede en plan om at forlade republikken og tage til udlandet for at tjene som lejesoldater, stormede Scipio – i henhold til Livius – ind på mødet og tvang dem alle med sværdspids til at sværge ved Jupiter og den kapitolinske triade, at de aldrig ville forlade Rom. Denne historie er sandsynligvis en senere tilføjelse, da den ikke forekommer hos Polybius.
I 213 f.Kr. blev han valgt som curulisk ædil og tjente sammen med sin fætter Marcus Cornelius Cethegus. Hans kandidatur blev modsagt af en af plebejertribunerne på grund af, at han endnu ikke havde opnået minimumsalderen for magistratet, men vælgerne udtrykte så entusiastisk støtte til Scipio, at tribunen afstod.

## Anden Puniske Krig
Da både Scipios far og onkel var faldet i krigen mod karthagerne i Spanien, meldte han sig i 211 f.Kr. til krigen mod Karthago. Han udkæmpede først flere slag mod karthagerne i Spanien, inden han i 205 f.Kr. blev valgt til romersk konsul (i den meget unge alder af 31 år). For at tvinge Hannibal til at forlade Italien foreslog Scipio senatet at angribe i Nordafrika og derved tvinge Karthagos ældsteråd til at kalde Hannibal hjem for at beskytte hovedstaden. Taktikken lykkedes, og Hannibal drog med sine styrker til Afrika, hvor han i 202 f.Kr. blev besejret af Scipio i Slaget ved Zama.

### Tilbagevenden til Rom
Ved sin tilbagekomst fejrede Scipio en triumf over Hannibal, karthagenerne og Syphax. Der fik han tildeltagnomen "Africanus" ("den afrikanske") for sine sejre. På dette tidspunkt nåede Scipios karriere et højdepunkt. Hans bedrifter overgik ikke blot hans jævnaldrende, men også mere erfarne og ældre kolleger, og det selvom han kun var i sine tidlige trediver. Ved sin tilbagekomst deponerede han omkring 123.000 pund (55.000 kg) sølv i det romerske statskasse og distribuerede 400 as til alle sine soldater.
Hans popularitet blandt plebejerne var også forbløffende. Scipio-legenden – som i senere former skildrede ham som en søn af Jupiter – varslede ham stor politisk succes. Denne succes gjorde imidlertid mange romerske aristokrater til hans fjender, hovedsageligt for at modsætte sig hans yderligere magttilvækst eller ud af jalousi. Selv under sin periode som konsul var han blevet modsagt af Fabius Maximus og andre – især efter at der cirkulerede historier om, at han blev hyldet som konge og gud i Spanien. Hans tilsigtede rolle i romersk politik forblev dog traditionel.

## Senere liv
Han blev i 199 f.Kr. valgt til censor og levede ellers et tilbagetrukket liv. Cato den Ældre, der var en af Scipios politiske modstandere, stod senere bag et mislykket forsøg på at anklage Scipio for at modtage bestikkelse.

### Død
Scipio trak sig tilbage til sin landejendom i Liternum på kysten af Campania, hvor han døde. Der er rapporteret flere forskellige datoer for hans død. Polybius og Rutilius, der begge levede kort efter hans død, rapporterer, at han døde i 183 f.Kr. Den senere historiker Valerius Antias rapporterede, at han døde i 187 f.Kr. Livius, der argumenterer imod begge datoer i sin historie, mente, at Scipio døde omkring 185 f.Kr., og afviste begge datoer med argumentet, at hvis Scipio levede til 183, ville han blive udmærket som princeps senatus, mens at Scipio måtte have levet til 185 f.Kr. for at være blevet retsforfulgt af Naevius, der var tribun i det år. De fleste moderne kilder, såsom Oxford Classical Dictionary, foretrækker dog 183 f.Kr.
Det er ikke klart, hvor Scipio Africanus blev begravet. Der er her tre muligheder. Den første er Scipio-familiens grav i Rom. Intet overlever i de litterære kilder, der dokumenterer hans begravelse der. Den anden mulighed er hans villa i Liternum. Denne villa var senere ejet af Seneca den Yngre, som i et brev udtrykte sin tro på, at et alter der var Africanus' grav. Den tredje mulighed er den pyramidal Meta Romuli, som ahistorisk blev døbt Sepulcrum Scipionis under renæssancen.